# كلارنس كانون
كلارنس كانون (بالإنجليزية: Clarence Andrew Cannon)‏ هو مؤلف ومحامي وسياسي أمريكي، ولد في 11 أبريل 1879 في إلسبري في الولايات المتحدة، وتوفي في 12 مايو 1964 في واشنطن العاصمة في الولايات المتحدة. حزبياً، نشط في الحزب الديمقراطي. وقد انتخب عضو مجلس النواب الأمريكي (4 مارس 1923 – 12 مايو 1964).

## روابط خارجية
- كلارنس كانون على موقع إن إن دي بي (الإنجليزية)